# Kartoffelpüree

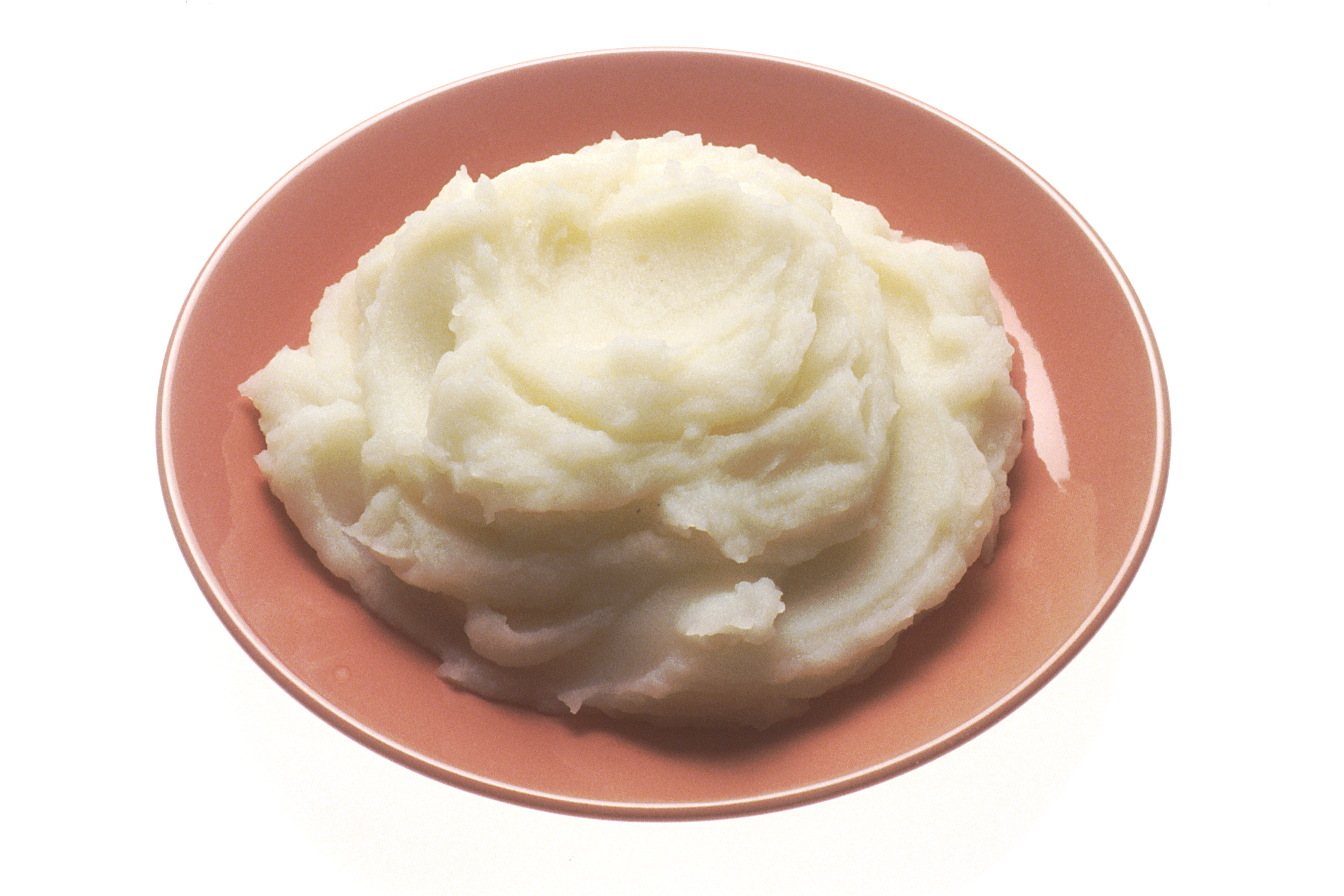
Kartoffelpüree

Kartoffelpüree ist ein Brei aus gekochten und zerdrückten sowie eventuell verrührten Kartoffeln sowie anderen Zutaten bezeichnet. Andere Namen sind Kartoffelbrei, Kartoffelmus oder auch Kartoffelstampf, Stampfkartoffeln bzw. Quetschkartoffeln, in Ostösterreich Erdäpfelpüree, in der Schweiz Kartoffelstock bzw. schweizerdeutsch Härdöpfelstock und ähnlich, auf Pfälzisch Grummbeerstambes, auf Fränkisch Stopfer.  Diese Speise dient heute üblicherweise als Beilage.

## Geschichte
Die indigenen Völker der Anden in Südamerika domestizierten bis zu 70 Kartoffelsorten, die vor der europäischen Kolonialisierung typischerweise durch Kochen und Zerstampfen verarbeitet wurden.
Ein frühes Rezept ist in Hannah Glasses Kochbuch The Art of Cookery aus dem Jahr 1747 überliefert. Darin werden die Kartoffeln in einer Kasserolle mit Milch, Salz und Butter zerstampft.

## Zubereitung
Für die klassische Zubereitung werden zuerst Salz- oder Pellkartoffeln – vorzugsweise mehlig-kochende – gar gekocht und noch heiß mit einer Kartoffelpresse oder einem Kartoffelstampfer zerdrückt. Anschließend wird die Kartoffelmasse unter Zugabe von Butter verrührt. Zum Schluss werden Salz sowie Milch oder Sahne untergezogen, bis das Püree sahnig und locker ist. Optional werden noch weitere färbende Gemüse wie Erbsen, Karotten oder Rote Bete und Gewürze wie Pfeffer und Muskat oder Kräuter hinzugegeben.
Bei der Zubereitung ist darauf zu achten, dass die in den Kartoffelzellen enthaltene Stärke nicht verkleistert. Damit man ein lockeres, formbares Püree erhält, müssen die Zellwände der Kartoffel möglichst intakt bleiben. Platzen die Zellen durch starke mechanische Bearbeitung der Kartoffelstücke, etwa mit einem Pürierstab, tritt die Stärke in die Zellzwischenräume aus und man erhält eine schleimige, nicht formstabile Masse.

## Varianten

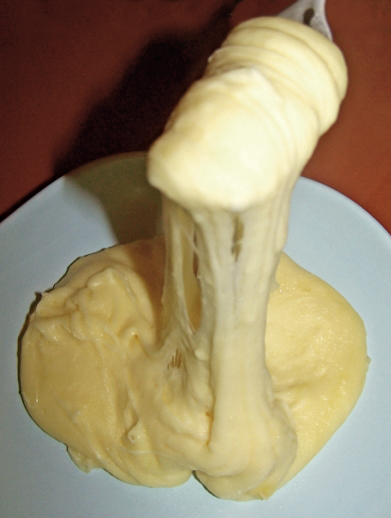
Frisch zubereitetes Aligot

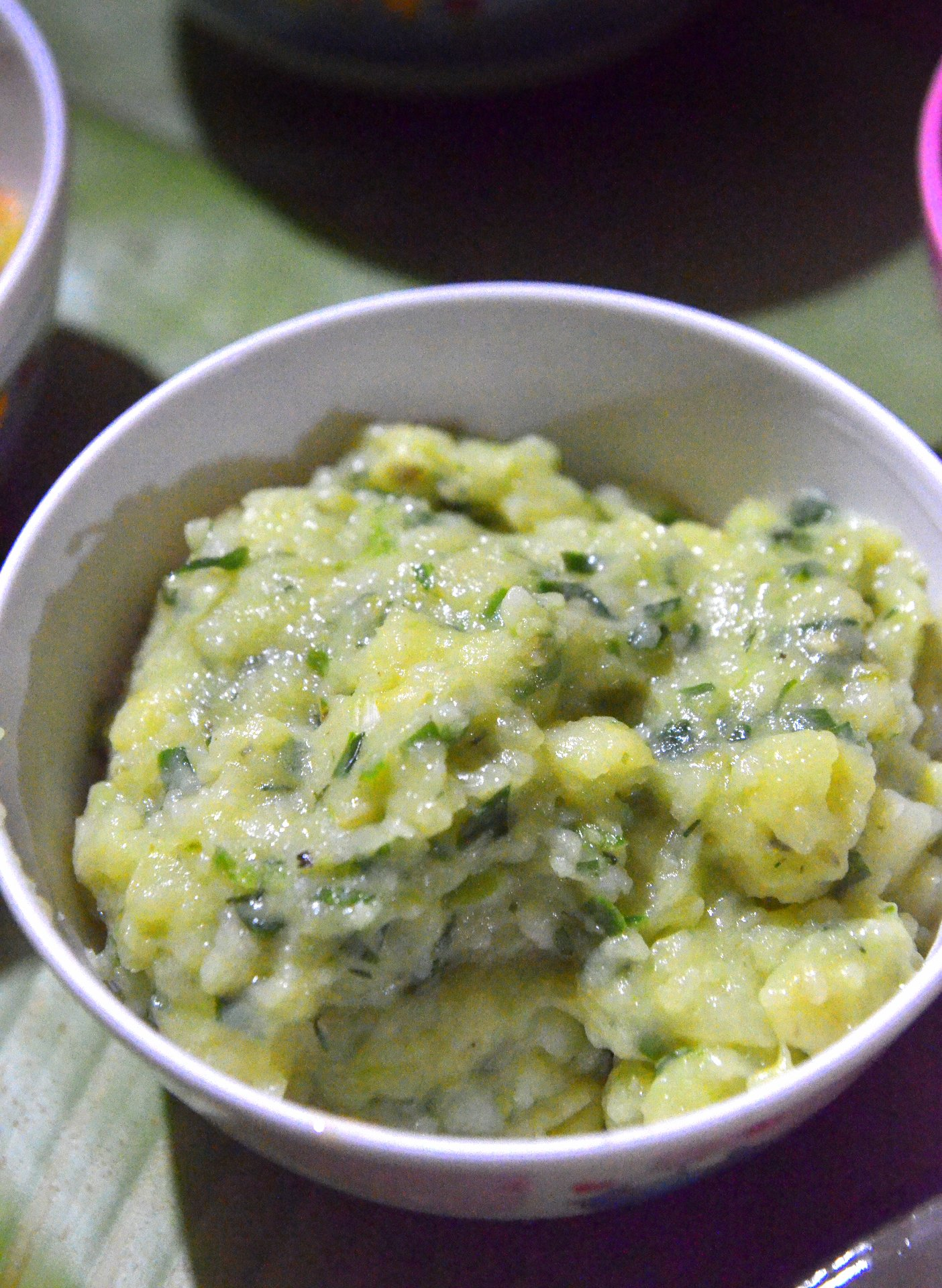
Stampfkartoffeln mit Kräutern

- Für Stampfkartoffeln werden die gekochten Kartoffeln mit einem Kartoffelstampfer nur grob zerteilt und mit heißer Milch und Butter verrührt.
- Für Kartoffelschnee (Pommes de neige) werden Salzkartoffeln durch eine Kartoffelpresse gedrückt und ohne weitere Zutaten serviert. In der DDR verstand man unter Kartoffelschnee teilweise auch ein sehr lockeres, zumeist mit geschlagener Sahne verfeinertes Kartoffelpüree. In Luxemburg ist dieses Gericht im Volksmund als „Luxemburger Reis“ (Lëtzeburger Räis) bekannt.
- Aligot aus dem französischen Zentralmassiv (ursprünglich aus dem Aubrac) ist ein Kartoffelpüree, das mit Tomme-Käse (oder mit Cantal) warm zu einer zähen Masse verrührt wird. Das Gericht wurde von Priestern entwickelt, die damit die Pilger auf der Via Podiensis, einem der Jakobswege durch das Zentralmassiv, verköstigten. Ursprünglich verwendeten sie Brot, später Kartoffeln, mit denen eine bessere Konsistenz erreicht werden konnte. Das Mengenverhältnis ist knapp zwei Drittel Kartoffeln und ein Drittel Käse und andere Zutaten (Butter, saure Sahne, Knoblauch).
- Zamet (auch Zahmet) aus dem südlichen Thüringer Wald wird aus Kartoffeln, Milch und Kartoffelstärke ohne Fett zubereitet. Dadurch ist er deutlich fester als anderes Kartoffelpüree und unterscheidet sich auch im Geschmack. Zamet wird z. B. mit Sauerkraut und Thüringer Rostbratwürsten, Porreegemüse oder Pilzsuppe serviert, süß mit brauner Butter und Birnenkompott. Für Zupf-Zamete wird die Masse in eine Pfanne mit ausgelassenem Schmalz und gedünsteten Zwiebeln gezupft und mit Buttermilch verzehrt; Klöße aus Zamet werden Zampe genannt.
- In Oberlausitzer Mundart heißt Kartoffelbrei Abernmauke (von Abern „Erd-Birnen“, hochdeutsch „Kartoffeln“, und Mauke zu slawisch muka „Mehl“, hochdeutsch „Brei“) und wird oft nur als Mauke bezeichnet. Dort wird er aus zerstampften Kartoffeln, flüssiger Butter, glasigen Zwiebeln, angebratenem Speck, etwas Milch und Gewürzen zubereitet. Teichelmauke besteht aus mit Rinderbrühe gestampften Kartoffeln. Serviert wird sie mit einer Kelle Brühe in einer Vertiefung des Breis.
- In Pommern heißt Kartoffelbrei auch Pröppers. Dort wird er aus zerstampften Kartoffeln, Speckwürfeln, etwas corned beaf und Gewürzen zubereitet.[6]

## Instant-Kartoffelpüree
Kartoffelpüree wird auch als industriell hergestelltes Instant-Produkt angeboten, das nur mit heißem Wasser (und je nach Produkt auch etwas Milch oder weiteren Zutaten) aufgeschlagen werden muss. Zur Herstellung dieses Pulvers werden mechanisch oder chemisch geschälte Kartoffelscheiben erst bei 70 °C vorgegart, bei 20 °C abgeschreckt und nach dem Erkalten in einem Dampfkocher zu Ende gegart. Dadurch wird die Zellstruktur gefestigt und die Kleisterbildung beim Zerquetschen vermieden. Dann werden Monoglyceride zur Verbesserung des Mundgefühls, Antioxidantien wie Ascorbinsäure (Vitamin C) sowie Citronensäure zur Erhöhung der Haltbarkeit und teilweise Farbstoffe sowie Phosphate hinzugefügt. Mittels innenbeheizter 150 °C heißer Walzen wird die Masse schließlich zu einem Film getrocknet und in einem weiteren Schritt zu flockigem Pulver zerkleinert.
Bei einer alternativen Herstellungsmethode, dem sogenannten „Add-Back-Verfahren,“ wird auf das finale Kochen und die Zerkleinerung verzichtet; stattdessen wird der Brei mit bereits fertigem Kartoffelpulver in einem ungefähren Verhältnis von 1:3 vermischt, um den Restwassergehalt zu verringern. Nach einem Kühlschritt zur Konditionierung wird der Brei bei Temperaturen von 150 °C bis 225 °C getrocknet, was ebenfalls die Kleisterbildung verhindert. Nach einer weiteren Kühlung wird das Produkt in einer Siebung von Schalenresten und gröberen Körnern befreit. Im Anschluss werden ungefähr zwei Drittel des Produkts dem Nassbrei zugeführt, während das restliche Produkt nachgetrocknet wird.
Um die Konsistenz industriell hergestellten Kartoffelpürees der von hausgemachtem anzunähern, werden dem Kartoffelpulver etwa 10 % gekochte, getrocknete und anschließend auf etwa einen halben bis einen Millimeter Größe zerstampfte Kartoffelstückchen untergemischt.